# Fontamara (film)
Fontamara è un film del 1980, diretto dal regista Carlo Lizzani, basato sull'omonimo romanzo di Ignazio Silone, ed interpretato da Michele Placido nel ruolo di Berardo Viola e da Ida Di Benedetto che per questa interpretazione ricevette il Nastro d'argento nel 1981 come migliore attrice non protagonista.
Per i dialoghi, che si svolgono in gran parte in dialetto marsicano, Lizzani si è avvalso della collaborazione di Guido Celano e di Luigi Silori.

## Produzione

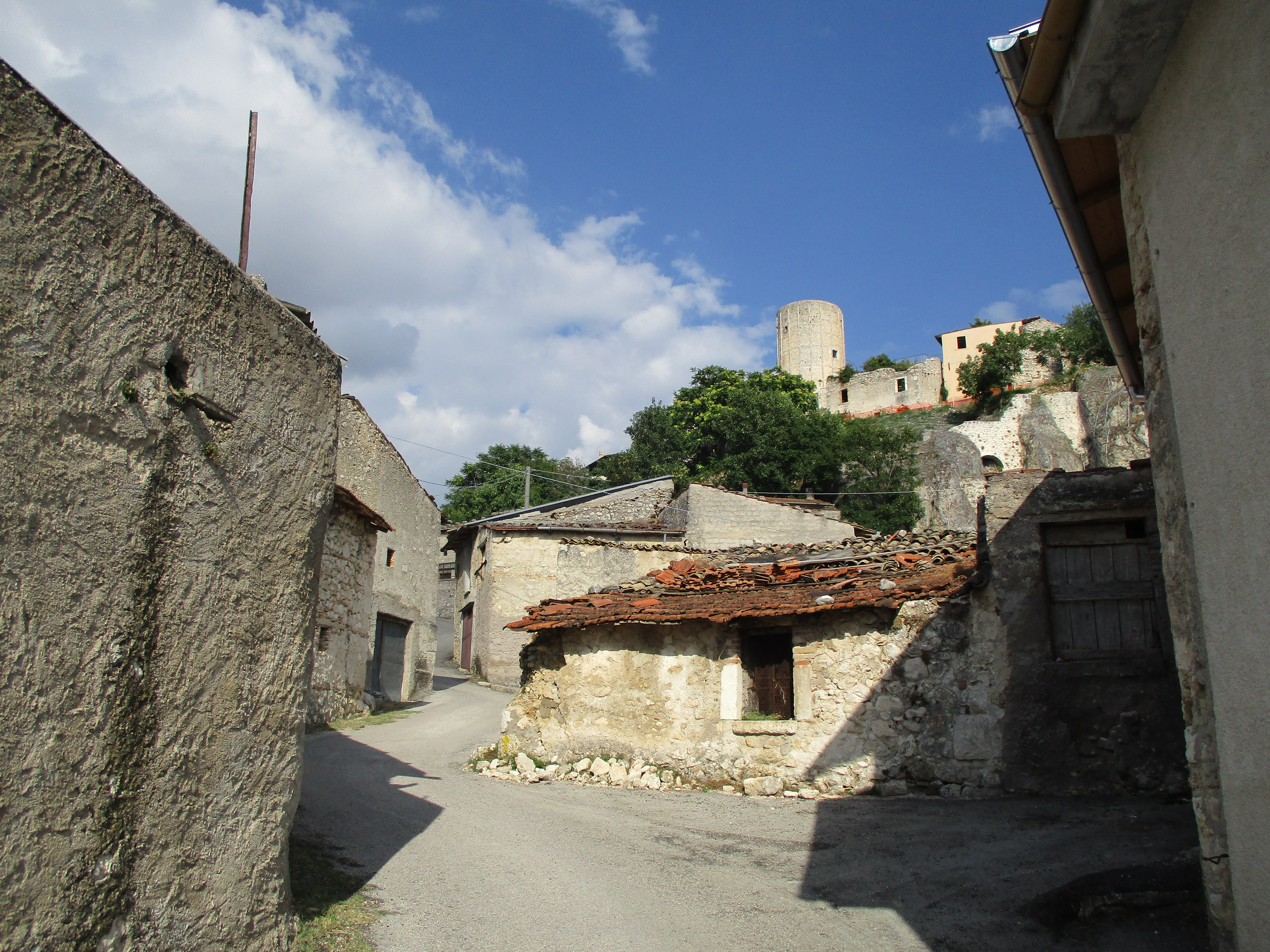
Area di via Vallone ad Aielli dove furono girate alcune scene del film

Il film è stato girato perlopiù nella Marsica e in parte nella Valle Peligna e a Roma. Le riprese sono state girate a Pescina, città natale di Silone, ad Avezzano (presso la Chiesa di San Giovanni e il Castello Orsini-Colonna), a Popoli (in particolare presso la chiesa della Santissima Trinità) e nei paesi di Aielli Alto e Gioia Vecchio (in evidenza la chiesa di San Vincenzo). Alcune scene dei campi, oltre che nel Fucino, sono state girate nei pressi di Roccacasale.
Il regista preparò per la TV una versione estesa del film che dura 205 minuti in 4 episodi.

## Trama
Nel paese di Pescina, nell'Abruzzo marsicano, i cafoni senza un soldo sono vittime dei soprusi del governo fascista. Tutto inizia con la deviazione del fiume cosicché i contadini non possono più irrigare i campi, perché non hanno giurato fedeltà al nuovo governo di Avezzano. Il giovane Berardo appoggia gli ideali comunisti, ma è anche un anarchico e dunque deve fuggire da Pescina, scappando a Roma; lì Berardo si forma culturalmente e conosce un coetaneo della Marsica che gli comunica che la vita al paese è insostenibile. Berardo tuttavia intende combattere ma i fascisti recano violenza alla sua famiglia, alla sua amata e alla fine lo torturano a morte.

### Puntata 1
Fontamara è un piccolo paese della Valle del Giovenco, nella Marsica orientale, oltre il Fucino. La vita scorre sempre uguale, oltretutto ci sono stati gravi danni a causa del terremoto del 1915, e molti giovani non sono più tornati, in quanto arruolati nel regio esercito per combattere la prima guerra mondiale. Berardo Viola è uno dei giovanotti proletari di Fontamara, che subisce le vessazioni del podestà di Avezzano, incominciando dall'episodio in cui i paesani chiedono alla città un parroco per la chiesa, e la Curia risponde inviando un asino, che Berardo fa sfilare in trionfo per Fontamara, volendosi burlare e sfidare il podestà. Maria Rosa, una ragazza del paese segretamente innamorata di Berardo, cerca di dissuaderlo da questa sfida che è più grande delle sue possibilità di semplice "cafone", ma Berardo non demorderà. La madre anche vorrebbe che Berardo la smettesse con gli slanci dell'ideale comunitario, per sposarsi e mettere su famiglia, dato che il padre è morto ladrone e brigante in Brasile.
Il padre di Maria Rosa è in fin di vita per la vecchiaia, e la ragazza viene avvicinata dalla madre di Berardo, che le propone di sposare il figlio per garantire la stabilità economica. La famiglia Viola infatti non ha un pezzetto di terra, rubatogli con l'inganno dal parroco don Circostanza di Avezzano. La miglior qualità di Berardo è una grande forza fisica, oltre all'intelligenza, mal vista in paese, dove arriva un nuovo ordine dal Prefetto di Avezzano: nell'osteria principale di Fontamara diviene proibito per i "cafoni" parlare di politica. L'incaricato dal prefetto don Innocenzo viene con astuzia deriso da Berardo, che rievoca anche il prosciugamento del Fucino da parte del Principe Torlonia, ricordando come i paesani di Fontamara non ne abbiano tratto alcun beneficio nel coltivare le terre. Insieme ad altre velate minacce, il viceprefetto se ne va ad Avezzano, dopo che è stato sottoposto a una questione di "ragionamento" da parte dello stesso Berardo, che in poche parole ha smascherato l'inutilità di quel decreto, mostrando come sia soltanto velleitario, offensivo e proibitivo da parte dei potenti, verso i poveri ignoranti.
A Berardo la gente propone di sposare Elvira, la proprietaria dell'osteria, vedova del marito caduto sotto le armi e beneficiaria di una pensione statale, ma Berardo rifiuta. Nel frattempo un imprenditore don Carlo "Magna" di Avezzano, compie l'ennesimo sgarro a Fontamara: drena la sorgente del fiume Giovenco per costringere i paesani a comprarla in città. Le donne fontamaresi si infuriano e decidono di recarsi al Municipio di Avezzano, dove vengono insultate e derise, mentre vengono a sapere che sindaco della città non è più don Circostanza, che non migliorava certo la situazione del paese, ma è il podestà, un forestiero di Roma soprannominato "L'Impresario". Nel frattempo Berardo ha provato a trasferirsi in un'altra provincia per lavorare come bracciante, ma alla stazione siccome non è iscritto al partito fascista, viene rimandato a casa. Le fontamaresi si recano nella lussuosa villa di don Carlo Magna, lo storico feudatario di Fontamara, per avere spiegazioni, ma questi afferma di non poter fare niente, in quanto le terre del paese sono state vendute proprio a tale Impresario.

### Puntata 2
Viene presenta la figura dell'Impresario, un cafone vero romano, rozzo e volgare, che sta pranzando nella villa di don Carlo Magna. Le donne di Fontamara lo incontrano, esponendogli il loro problema. Don Circostanza ne approfitta, con iperboli equivoche del vocabolario italiano, per tranquillizzare la folla inferocita e promettere il ripristino della sorgente del paese, e prepara le carte dal notaio. Sopraggiunge anche Berardo che minaccia don Circostanza per una vecchia cambiale firmata per avere una terra in cambio della sua, una terra però infruttuosa. Don Circostanza promette di aiutarlo scrivendo a colleghi di Roma, e infatti pare che la promessa si risolva, perché quella sera all'osteria, si parla del fatto che lo Stato ha espropriato le terre del Fucino al vecchio Principe Torlonia, per ridistribuirle alle varie municipalità locale. Fontamara si prepara a festa, e scende al Fucino, portando anche il gonfalone civico. Arrivati ad Avezzano però  (Largo Castello), vengono tenuti bloccati, e non possono recarsi in piazza per la distribuzione ufficiale. Mentre ormai i poveracci capiscono di essere stati ingannati, li raggiunge don Circostanza, che li tranquillizza dicendo di aver parlato per conto loro.
Don Circostanza, ancora con le sue iperboli dell'italiano, spiega che secondo la legge ministeriale il Fucino andrà "a chi lo coltiva", ossia a chi ha capitali, aggiungendo subito dopo che "per il Fucino ci sarà lavoro per tutti per chi ha forza", ossia per i Fontamaresi, relegati al misero ruolo di braccianti per coloro che coltivano il Fucino, essendoselo spartito in lotti. Tornando verso il paese, Berardo viene avvicinato da un sovversivo, che gli propone di accordarsi con lui per compiere un attentato contro don Circostanza, ma lui rifiuta, anche se la notte stessa, all'osteria, progetta di fare delle ritorsioni pesanti contro l'ex sindaco di Avezzano, nonché contro l'Impresario. Tuttavia il tempo passa, la vita pare tornare normale in paese, normale nel senso di un'atavica rassegnazione e adattamento ai fatti che accadono, e l'Impresario ne approfitta per completare l'opera di drenaggio delle acque. Berardo allora con un gruppo di forti contadini attacca l'opera, e distrugge i macchinari. Il parroco di Avezzano giunge a Fontamara per placare gli animi, invitando i popolani a rassegnarsi alle loro condizioni in quanto cafoni, ma Berardo non si lascia convincere dalle lusinghe del prete, soprattutto quando l'uomo sciorina le massime di saggezza dai Vangeli, cui Berardo contrappone le verità della dura realtà terrena.
Il giorno dopo le donne fontamaresi si incontrano con la milizia di Avezzano presso il fiume e si teme uno scontro; cominciano a fare il malocchio contro don Circostanza, l'unica cosa che possono fare, in quanto vengono disperse dalla cavalleria. Berardo intanto prova a trovare il metodo di ripartire per Roma, e prima di farlo quella notte stessa, con un prestito di un amico, si reca ad incendiare la stalla dell'Impresario.

### Puntata 3
Alcuni uomini di Fontamara si fanno comprare dell'Impresario per lavorare la terra del Fucino, un altro manipolo di uomini della milizia di Avezzano si reca verso Fontamara, con il compito di vendicare l'offesa di Berardo. Alcuni uomini trovano donna Elvira e la violentano. Anche Berardo e i suoi compagni sono arrestati, condotti nella chiesa, e processati dai militi, nella famosa scena, tratta anche dal romanzo, del "chi evviva?". I Fontamaresi sono troppo ignoranti per comprendere di onorare il Duce, e lodano varie cose, venendo schedati come deficienti, sovversivi, insolenti, sino a che non giunge a Berardo; in quel momento delle donne urlano che delle ragazze sono state violentate e scoppia una scaramuccia, gli uomini ricacciano la milizia fuori dal paese, e Berardo soccorre e consola la povera Elvira.
Berardo viene riconvocato ancora ad Avezzano per volere di don Circostanza, che dichiara di farlo partire per Roma con la promessa di un lavoro. In realtà è un modo per allontanarlo dalla Marsica, affinché con le sue idee sovversive non possa aizzare i fontamaresi contro l'autorità. Il sacrestano, uomo mite e tranquillo, non riesce più a sopportare la misera condizione del suo paese, e quando anche suo figlio decide di abbandonare Fontamara insieme a Berardo, quella notte stessa decide di farla finita impiccandosi alla campana maggiore. Berardo e il ragazzo giungono a Roma, commentando come nella città ci sia lusso così sfrenato, iniziando dalle fontane monumentali, mentre loro a Fontamara non possono avere nemmeno il torrente.
Il giorno seguente si reca all'ufficio di collocamento con la raccomandata di don Circostanza, che lo indirizza all'ufficio dell'Aquila, senza che Berardo lo sappia perché non sa leggere. Viene deriso e deve tornare alla pensione dove alloggia sconsolato.

### Puntata 4
Maria Rosa sente di aver commesso un grande peccato, stando con Berardo, e decide di compiere un pellegrinaggio di penitenza. Per Berardo giungono brutte notizie, dall'avvocato che li ospita a Roma, giunge il certificato redatto qualche settimana prima dalla milizia venuta a Fontamara, che notifica la "condotta pessima dal punto di vista Nazionale", ossia che con tale fedina penale non potrà mai avere un lavoro. Il giorno seguente viene avvicinato da un ragazzo, che parla di un "solito sconosciuto" che aizza la popolazione contro il regime fascista, e pensa possa essere proprio Berardo. Sopraggiunge la milizia che arresta tutti e tre. Mentre Elvira e Maria Rosa raggiungono l'eremo di montagna e iniziano l'adorazione, Berardo si trova in carcere, e riflette sulle condizioni di differenza tra libertà di stampa, cittadini e cafoni di paese, dicendo di voler soltanto giustizia per i popolani di poter lavorare liberamente la terra senza problemi, rifiutando gli ideali di comunismo, degli interessi della collettività, e dell'orgoglio dell'amor patrio.
Alla fine però Berardo si convince, volendo trovare riscatto e pace con sé stesso, e quando viene interrogato dal questore, sostiene di essere lui il "solito sconosciuto" che pubblica tra Roma e Abruzzo dei pamphlet contro il Duce, che incitano alla rivolta popolare, per questo viene picchiato selvaggiamente e torturato per avere altre confessioni più specifiche, tuttavia non avranno niente, in quanto Berardo non sa nulla di questo figuro. In Fontamara nel frattempo, all'osteria la gente propone di fondare, con la collaborazione di un anziano tipografo, un "Quotidiano dei Cafoni" per far sentire la loro voce sui vari soprusi da parte della città.
Dopo altre torture subite, Berardo diventa famoso tra i circoli sovversivi comunisti, e il giornale Che fare? pubblica in prima pagina il suo nome, incitando alla lotta, che da una parte affranca lo stesso Berardo, dall'altra convince ancora di più il questore della pericolosità e  sovversivismo dello stesso. Poche ore dopo, Berardo morirà per le ferite interne delle percosse subite. Alla Questura impongono di diffondere la notizia che il carcerato si è ucciso per la sua causa contro il regime. Il ragazzo fontamarese suo amico è costretto a scrivere egli stesso il comunicato notarile, e a promettere di non dire mai la verità una volta ritornato in Abruzzo.

## Riconoscimenti
- 1981 - David di Donatello
  - Nomination Migliore attore protagonista a Michele Placido
  - Nomination Migliore scenografia a Luigi Scaccianoce
  - Nomination Migliori costumi a Luciano Calosso
- 1981 - Nastro d'argento
  - Migliore attrice non protagonista a Ida Di Benedetto
  - Nomination Regista del miglior film a Carlo Lizzani
  - Nomination Migliore attore protagonista a Michele Placido